# Karangturi (Sumbang)
Karangturi is een bestuurslaag in het regentschap Banyumas van de provincie Midden-Java, Indonesië. Karangturi telt 2316 inwoners (volkstelling 2010).